# Église Saint-Martin de Baar
L'église Saint-Martin de Baar (allemand : St. Martinskirche) est une église catholique située dans la commune suisse de Baar, dans le canton de Zoug. Elle est protégée comme bien culturel d'importance régionale.

## Historique
Environ cinq églises se sont succédé à cet emplacement. Un premier édifice est construit à cet endroit à l'époque mérovingienne au début du VIIIe siècle. La tour-clocher des XIe et XIIe siècles a probablement été construite par Edeln de Barro. L'église est transformée en édifice gothique entre 1361 et 1557, puis elle est remaniée en baroque tardif de 1769 à 1797. La charpente autoportée a été construite en 1557, tandis que le toit a été rénové par le charpentier Kunst en 1645. Le chœur a été réaménagé en 2004.
L'église est dédiée à Martin de Tours. La paroisse Saint-Martin est une des plus anciennes du pays de Zoug aux côtés des paroisses Saint-Jacob de Cham, Saint-Michel de Zoug et de Saints-Pierre et Paul d'Oberägeri.

## Architecture

### Extérieur
L'église est accolée au mur du vieux cimetière. Au côté sud se trouvait autrefois l'ossuaire Sainte-Anne, visible à travers une fenêtre. La longue nef d'une largeur exceptionnelle mène au chœur surélevé. L'abside a été ajoutée au XVIIIe siècle, tandis que la sacristie située côté sud a été élargie en 1962. Côté nord, la tour-clocher large et peu élevée repose sur un plan carré et est portée par des murs épais. Les trois horloges de la tour, réalisées en 1526 par Liechti de Winterthour, sonnent tous les quarts d'heure depuis 1604. Elles acquièrent chacun une deuxième aiguille en 1961.

### Intérieur
Les murs et les plafonds proviennent en grande partie de la fin du Moyen Âge, tandis que l'impression de l'espace témoigne du style rococo tardif. Entre les quatre autels latéraux se trouve un avant-chœur légèrement surélevé, relié par des marches au chœur principal. D'autres marches mènent au maître-autel.
Depuis les travaux de 1645, aucun pilier ne supporte le plafond de l'église Les statues de Jean le Baptiste, sainte Catherine, sainte Barbe et saint Sébastien ont été réalisées en 1622 par Michael Wickart. La peinture du plafond du chœur, qui remplace plusieurs peintures précédentes, a été réalisée par Jost Troxler au XIXe siècle et représente les quatre évangélistes. Au-dessus de l'orgue est représenté Jésus-Christ emmenant saint Martin au Ciel. Les cartouches représentent l'Eucharistie et la Rédemption.
Le maître-autel construit en 1777 est fait de stuc marbre. Il comporte un tabernacle et une représentation des Apôtres assistant au Couronnement de la Vierge. Parmi les quatre autels latéraux, on peut en citer trois, du nord au sud :
- L'autel Saint-Joseph, signé Xav, Zürcher in Zug 1854, avec des statues de sainte Apolline et sainte Vérène ;
- L'autel de la Cronfrérie de la Ceinture, daté de 1854, avec des statues de saint Nicolas de Tolentino et saint Charles Borromée ;
- L'autel du Saint-Rosaire, signé M. Paul von Deschwanden, avec une représentation du don du rosaire à saint Dominique.

La chaire, commandée à 1771 et attribuée à Johann Baptist Babel, est volumineuse et assortie au style et au matériau des autels latéraux.
Les peintures murales de la fin du Moyen Âge ont été en partie recouvrées en 1855 avant d'être restaurées de 1961 à 1964. Elles montrent des parties du cercle des Apôtres.
Dans la sacristie, la peinture « Triomphe de l'Eucharistie » (Triumph der Eucharistie) est une copie de la tapisserie Ecclesiae triumphus de Pierre Paul Rubens (fin XVIIe siècle).

### Chapelle Sainte-Anne

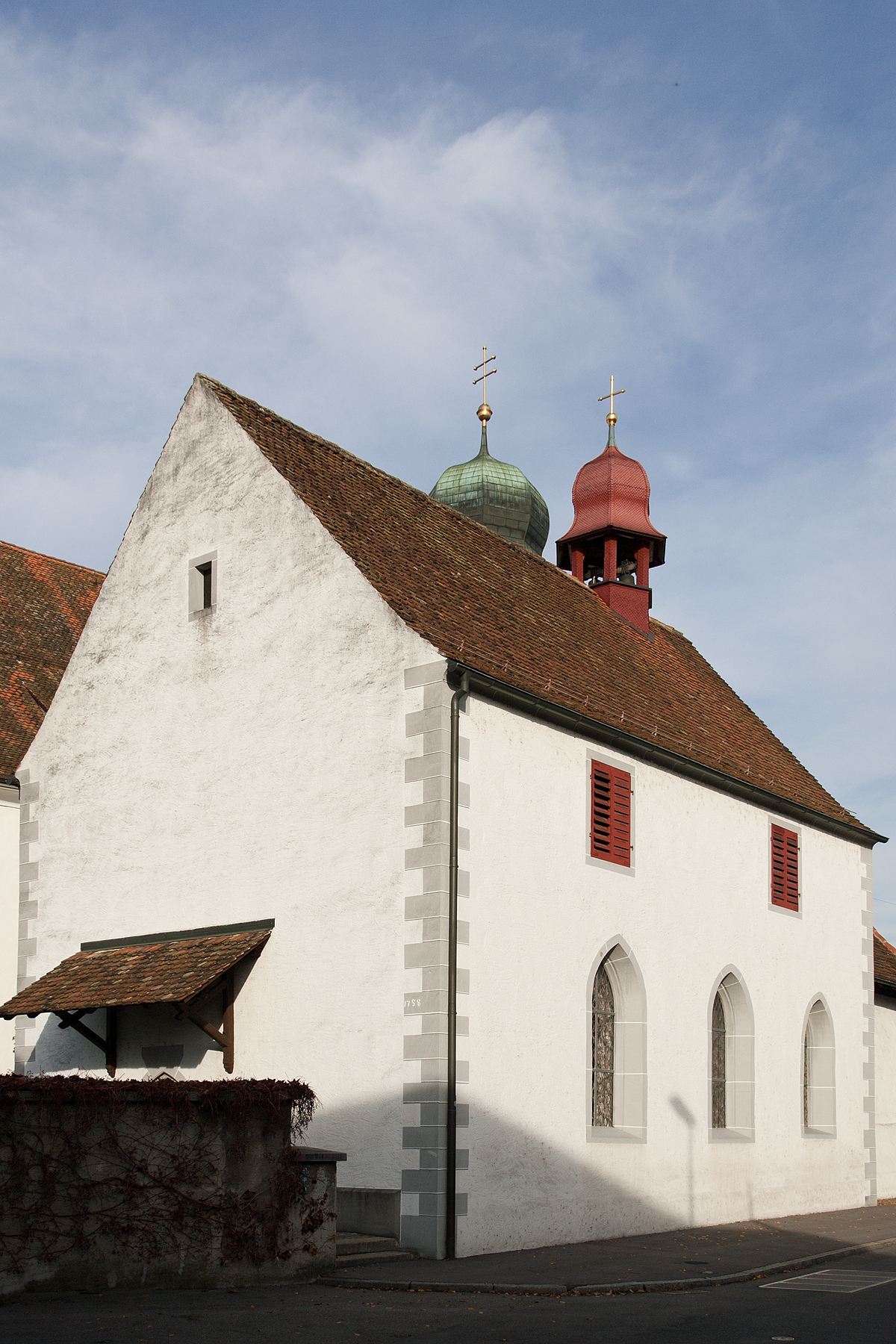
La chapelle Sainte-Anne vue du sud-ouest.

La chapelle Sainte-Anne est consacrée en 1507. Elle possède un plafond en bois sculpté datant de 1508. Le triptyque de style gothique tardif montre Sainte Anne trinitaire et des saints auxiliateurs. La couronne de style baroque représente l'archange saint Michel en peseur d'âmes. La statue en bois du Christ portant sa croix date de vers l'an 1400. Sur le mur nord, on peut voir des inscriptions de pèlerins et des armoiries savoyardes. Le reste des stalles de l'église gothique datent de la seconde moitié du XIVe siècle.